# 石井裕士
石井 裕士（いしい ひろし、1941年6月3日 - 2006年12月27日）は、静岡県出身のプロゴルファー。
旧名は「石井 弘」。

## 経歴
1960年にプロ入りし、得意のフェードボールを駆使して活躍。
1969年の日本プロでは杉本英世が予選で姿を消し、河野高明・安田春雄が下位に低迷するという波乱含みの展開の中、日吉定雄と共に通算6アンダーで首位に立つ。36ホールの勝負となった最終日は1打差の3位に後退していたが、午後は激しい雷雨でプレーは一時中断し、石井は再開直後の8番でバーディーを奪って勢いをつける。最後の9ホールで34をマークして後続を突き放し、2位に浮上した杉原輝雄に5打差をつける圧勝で待ちに待った初優勝を挙げる。大会3ヶ月前に肝癌で他界した父親の墓前に早く初優勝を報告したいという思いが石井を突き動かし、大会直前の6月に会場の春日井CCで開催された月例競技では65のコースレコードをマーク。この実績もあって、同郷の先輩・内田繁は大会前に石井を優勝候補に挙げていた。
1971年には内田とペアを組んだ全日本プロダブルスを制し、1973年には中部オープンで豊田明夫をプレーオフで下すと、ブリヂストンオープンでは接戦の末に安田春雄を下して優勝。
1978年のブリヂストンオープンでは通算8アンダーで5年ぶり2度目の同大会優勝を飾り、1979年のダンロップ国際オープンでは3日目に首位に躍り出ると、通算10アンダーで優勝を飾る。
昭和40年代は期待の大型プレーヤーとして注目されていたが、その後は腰痛や内臓疾患などに苦しみ、1980年から4年間はシード落ちの苦しみを味わった。
1983年のKSB瀬戸内海オープンでは予選落ちするが、誤って後輩の石井秀夫のバッグを持ち帰ったことが最終日に判明。石井秀はプロ3勝目を睨み首位から5打差18位で最終日の朝を迎えており、逆転優勝も見据え、張り切ってバッグ置き場に向かったところ、代わりに契約しているブリヂストン社製の、鮮やかな銀色のバックにローマ字で縫い付けてある刺繍の選手名は『Hirosi Isii』であった。メーカーの広告塔である契約プロには、シーズン初めに名前入りのバッグがクラブと共に提供されるが、デザインは同じで、違うのはローマ字表記の名前だけであるほか、ファーストネームの頭文字は“HIROSI”と"HIDEO“でどちらも“H”と、さらに紛らわしかった。結局、被害者の石井秀は、地元・香川出身プロである鈴木規夫のミズノ社製のクラブを借り、パープレーの「72」で回ったが、追い上げならず18位に終わった。
1984年の日本プロでは初日に4番パー3で4番アイアンを使ってホールインワンを達成すると、続く5番パー5ではグリーン右奥12mに2オンし、イーグルパットが決まった。連続イーグルはツアー史上初の快挙であったが、インでは13番で林の中に入れてトリプルボギーを叩くなど崩れて、同日はイーブンパー71の24位発進であった。試合後には「いったいどうなってるのかと思ったね」と振り返り、「ホールインワンするとろくなことがない。今日は長い旅だった」と話している。最終戦・大京オープンで鮮やかな逆転優勝を飾って5年ぶりにシード復活すると、その後は優勝こそないものの、確実に地位を保つ。
1986年は前半戦でいい結果を残し、夏場までにシードを確実にすると、後半戦も楽に戦って、ランキングも21位まで上げ得た。
1987年はショットに安定性が見られず、春のペプシ宇部と秋のゴルフダイジェストで共に8位が目立つ程度で、いい出足を見せた中部オープンも、出口栄太郎にタイトルを奪われて2位に終わる。太平洋クラブマスターズでは9番で長いパットを決めるなど、初日5アンダーで尾崎将司に2打差付けて首位に立った 。拡大されたシードもぎりぎりの通過は止むを得ず、ショットのリズムの狂いからパーセーブ率、パーオン率ともに50位以内にも入れなかったが、僅かに、ベテランらしい冷静さがものいって、平均パット数が29.02で5位につけたことが、シードを守れた要因となった。
1991年からはシニア入りし、同年には5勝を挙げて獲得賞金も5000万円を越え、この時の獲得賞金5226万2050円はシニアツアーの年間最高獲得賞金記録となる。
日本のシニアツアー競技が年間20試合以上開催されていた黄金時代に大活躍し、1999年のフジサンケイクラシックを最後にレギュラーツアーから引退すると、同年の第1回アサヒ緑健TVQシニアを制す。
60歳となった2001年には日本グランドシニアで久々に優勝し、2002年にはシニアツアー競技でもアデランスで6位タイに入り、賞金ランキングも25位に入ってシード復活を果たした。
2003年は日本グランドシニアで優勝し、ツアー競技でも予選落ちが無かった。
2004年は持病の腰痛と戦いながらも日本プログランドシニアで2連覇を果たし、ツアーでもキャッスルヒルで2位タイ、アデランスシニア11位タイと元気一杯なところを見せ、賞金ランク17位で見事シード入りしている。
2006年12月27日午後3時、肺癌のため岐阜県美濃加茂市の病院で死去。65歳没。

## 主な優勝

### レギュラー
- 1969年 - 日本プロ
- 1971年 - 全日本ダブルス
- 1973年 - ブリヂストントーナメント、中部オープン
- 1975年 - 関西プロ
- 1977年 - 中部オープン
- 1978年 - ブリヂストントーナメント
- 1979年 - ダンロップオープン、東武プロアマ
- 1984年 - 大京オープン

### シニア
- 1991年 - 関西プロシニア、日本プロシニア、BMWクラシック、アイスターシニア、デュプロカップ
- 1992年 - コマツオープン、スポーツ振興カップ、KTVプロシニア、とうきゅうシニア、ミサワリゾートシニア
- 1993年 - コマツオープン
- 1994年 - 第一生命カップ
- 1999年 - 全日空・石垣島シニアプロアマ、アサヒ緑健TVQシニア
- 2001年 - 日本プログランドシニア
- 2003年 - 日本プログランドシニア
- 2004年 - 日本プログランドシニア